# 안나 블롬베리
안나 블롬베리(Anna Blomberg, 1972년 5월 20일 ~ )는 스웨덴의 배우이다.